# Калінніков Василь Сергійович
Василь Сергійович Калінніков (13 січня 1866, Воїни — 11 січня 1901, Ялта) — російський композитор.

## Життєпис
Народився 1 [13] січня 1866 року в селі Воїнах (нині село Перший Воїн у Мценському районі Орловської області Російської Федерації). Навчався в Орловській духовній семінарії. У 1892 році закінчив музично-драматичне училище Московського філармонічного товариства. 
Грав в оркестрі (на фаготі), викладав спів в початкових міських училищах, виступав як диригент. З 1893 року, внаслідок хвороби (туберкульоз), жив переважно в Криму.

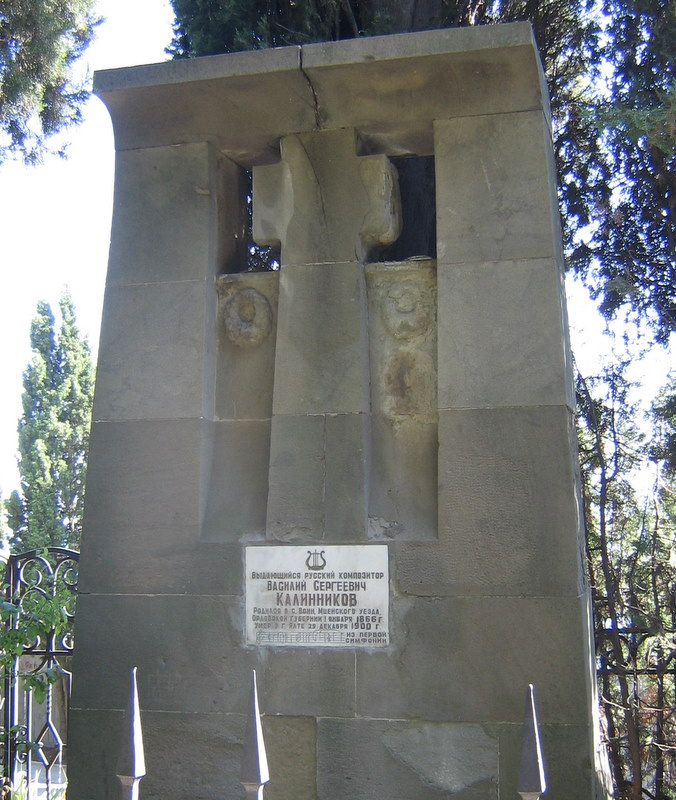
Могила Василя Каліннікова в Ялті

Помер 29 грудня 1900 [11 січня 1901] в Ялті. Похований в Ялті на Полікурівському меморіалі. Автор надгробного пам'ятника архітектор Леонід Браїловський.

## Творчість
Основу творчості Калінникова складають симфонічні твори: 2 симфонії (1-а — 1895, виконана в 1897 році, Київ і Москва; 2-а — 1897), симфонічна поема «Кедр і пальма» (1898). Продовжувач традицій Петра Чайковского і композиторів «Могутньої купки», Калінніков по складу свого дарування був ліриком. Широку популярність принесла йому 1-а симфонія — найбільш цілісний і закінчений твір композитора. Серед творів Каліннікова — музика до трагедії «Цар Борис» Олексія Толстого (1899), фортепіанні п'єси, романси і інше.